# Ad Bouman
Adriaan Bouman (Amsterdam, 30 mei 1947), roepnaam Ad, is een Nederlandse geluidstechnicus, producer, diskjockey en media-ondernemer.

## Opleiding
Al tijdens zijn studie op de Dr. A.F. Philipsschool te Hilversum was Bouman thuis bezig met het maken van radioprogramma's. Na het behalen van zijn eindexamen ging hij de studie zendertechnicus volgen bij Koninklijke Philips Electronics N.V. in Huizen. Deze opleiding duurde slechts 3 maanden.

## Radio Veronica
Op 14 november 1965 werd hij als programmatechnicus aangenomen bij zeezender Radio Veronica. In februari 1967 begon hij in het programma Muziek bij de lunch van Jan van Veen, de Adje Bouman Top Tien (afgekort tot ABTT). Opvallend was Ads platenkeus. Deze week nogal af van het reguliere muziekformat van het programma. Toenmalig programmaleider Joost den Draaijer vond de ABTT niet passen in het programma dat zich richtte op de huisvrouw en daarom werd de Top 10 verplaatst naar Joost mag het weten op de woensdagavond. Dat duurde tot 1 november 1968. Toen Van Kooten met ruzie vertrok bij Veronica staakte Bouman uit protest zijn ABTT.
Lex Harding benaderde Bouman om zijn ABTT in zijn programma Lexjo in mei 1970 te hervatten, waarmee hij instemde. Vanwege het vertrek van programmaleider Jan van Veen naar Radio Noordzee werd Rob Out de nieuwe programmaleider bij de zeezender. Het programma-item werd zo populair dat er een Adje Bouman fanclub werd opgericht, met als fanatiekste lid Sieb Kroeske. Het programma werd ook gehaat, net als Bouman himself: ook een Anti-Adje Bouman fanclub zag het levenslicht.
In 1972 werd in juni een ABTT Top 101 uitgezonden, hetgeen al aangeeft hoe chaotisch de lijst vaak was. Een nummer 0 was niet ongewoon, net als in de huidige hitlijsten van Kink FM. Ook een nummer 7b kon er gewoon mee door. De lijst parodieerde aldus de gewone hitparades.
De laatste Ad Bouman Top 10 op zeezender Radio Veronica werd op maandag 26 augustus 1974 van 19.00 uur tot 21.00 uitgezonden op de 538 meter.

## Geluidsproducties
Bouman is gek op tunes en jingles. Hij verknipte ze of liet ze opnieuw in het Nederlands inzingen. Ook actuele Top 40-hits werden gebruikt voor nieuwe Veronica-jingles. Door zijn soms sublieme en vakkundige (her)montages kreeg hij de bijnaam De Meester.
Bouman was ook producer van diverse artiesten of bands. Zijn eerste productie was de single Maybe Someday in 1968 voor BZN. Daarna volgde de hit Nightingale van de Amsterdamse groep George Cash. Ook de Utrechtse popgroep Unit Gloria (met Robert Long) benaderde Bouman om hun platen te produceren.
Vanaf 1970 was Bouman met de Veronica-diskjockeys betrokken bij het samenstellen van verzamelelpees en boeken over hitparades (Hitdossier) en zeezenders.

## Veronica aan land
Op 31 augustus 1974 viel het doek voor de zeezenders. Bouman werd deel van het groepje (Harding, Out, Kroeske) dat wekelijks de Tipparade samenstelde en de Alarmschijf verkoos. Bouman c.s. gingen in het voorjaar van 1975 ook verder met de Veronica Drive-In Show, die zo populair werd dat de voor de aankondigingen gebruikte ex-Radio Veronica-tune The horse van Cliff Nobles & Co., in september 1975 de Top 10 van de Top 40 bereikte.
De VOO kreeg in april 1976 zendtijd toegewezen als aspirant omroep. Bouman publiceerde vanaf januari 1977 zijn ABTT in het nieuwste popblad Hitkrant onder de naam Levi's Top 10. Toen de VOO halverwege 1977 de C-status bereikt had werd de lijst op vrijdagavond op Hilversum 3 door Bart van Leeuwen gepresenteerd.
In 1978 nam Bouman (als producer) met de groep Balloon, opvolger van Teach In het Amerikaanse jinglepakket The power op in de Soundpush Studio in Blaricum. Ook het idee voor het televisieprogramma Countdown ontstond in die tijd. In Countdown Café, de radioversie, was Bouman opnameleider van live-opnamen van de optredende popartiesten. Toen de beginnende Ierse band U2 op 14 mei 1982 in Hattem optrad, beviel Bono de opname van I Will Follow zo goed dat er een single van werd gemaakt. Dit was het eerste hitsucces voor de groep op het Europese continent.
Op Hilversum 1, later Radio 2 was Bouman de muzieksamensteller van de Veronica-woensdag. In 1992 presenteerde hij samen met Rob Stenders een paar maanden op Radio 2 de quiz Het is maar een spelletje.

## Tweede radiocarrière
In 1990 richtte hij de Stichting Norderney op, genoemd naar het zendschip, die het beheer zou voeren over de radio-erfenis van Radio Veronica. Dit naast de Vereniging Veronica, die de activiteiten uit het VOO-verleden voortzet. Aan de Stichting Norderney is een webradio verbonden, Veronica 192, waarop Bouman een keur aan muziek en originele opnamen van Veronica-programma's uit het archief laat horen. Dat archief van de zeezender is op 31 augustus 1974 afgesloten.
In 1995 verliet Veronica het omroepbestel en ging het commerciële pad op. Met Michael Bakker organiseerde Bouman een Veronica-revival in augustus 1999, "Veronica 1224", vanuit de oude Veronica-villa op het Hilversumse Lapersveld, in 2004 herhaald als "The Neverending Story", in samenwerking met het nieuwe Radio Veronica. Na een dienstverband van bijna 35 jaar vertrok Bouman in 2000 bij Veronica.
Met Michael Bakker startte hij de regionale zender Radio Gooiland, het latere Okay FM. In 2001 vormde dat zich om tot het landelijke Radio 192. Bouman was programmaleider en verantwoordelijk voor het format. Ook presenteerde hij een eigen programma, "Music Memories". In 2003 verloor men door financiële problemen de AM-frequentie. Ook het niet verkrijgen van een etherfrequentie betekende het einde van het avontuur.
In 2001 richtte hij met Bruno De Vos en Will Luikinga de Stichting Nederlandse Muziek (SNM) op, die zich bezighoudt met het bevorderen van populaire en popmuziek uit Nederland, muziek die volgens de stichting tot een stiefkindje is verworden. De SNM had een eigen internetradiostation, Radio Rembrandt; deze beide organisaties zijn in 2008 failliet verklaard.
In 2004 richtte Bouman in Zeewolde met Erwin Kettmann en Hans Klaasen internetradiostation Laserradio op wat anno 2019 bestaat onder de naam LAYZER.
In 2009 werkte Ad Bouman voor korte tijd als dj bij Simone FM en presenteerde er zijn ABTT. Anno 2014 presenteert hij de ABTT op KX Radio., het station van Rob Stenders. 
In september 2022 werd bekend dat Ad Bouman weer radio gaat maken bij de online radiozender Vintage Veronica; onderdeel van Radio Veronica.  

## Trivia
Samen met de Radio Veronica-diskjockeys Hans Mondt, Tom Collins, Gerard de Vries en Klaas Vaak nam Bouman in 1970 onder de naam De Binkies de carnavalshit "Met carnaval" op. De plaat, geproduceerd door Peter Koelewijn, reikte niet verder dan de Tipparade.
Ads zoon Marcel Bouman, diskjockey bij KXradio, heeft een soortgelijke hitlijst als de ABTT, de Marcel Bouman Top Tien, de MBTT.

## Discografie

### Singles
| Single met eventuele hitnotering(en) in de Nederlandse Top 40 | Datum van verschijnen | Datum van binnenkomst | Hoogste positie | Aantal weken | Opmerkingen            |
| ------------------------------------------------------------- | --------------------- | --------------------- | --------------- | ------------ | ---------------------- |
| Met carnaval                                                  |                       | 10-1-1970             | tip             |              | als lid van De Binkies |